# Pete Seeger
Pete Seeger (Patterson (New York), 3 mei 1919 – New York, 27 januari 2014) was een Amerikaans folkzanger, gitarist en activist.

## Biografie
Zijn vader, Charles Louis Seeger, was muziekleraar aan de University of California in Berkeley, tot hij in 1918 vanwege zijn pacifisme gedwongen werd zijn baan op te zeggen. Pete wilde journalist worden, maar toen hij in 1936 gegrepen werd door de banjo, veranderde hij zijn plannen. In 1938 kreeg hij een baan bij de Archives of American Folk Music in New York. Daar deed hij onderzoek naar het werk van onder anderen de legendarische Lead Belly en Aunt Molly Jackson.
Zijn vader was overtuigd communist en lid van de Amerikaanse Communistische Partij. Als kind werd Seeger ook lid gemaakt. Eind jaren 30 stopte zijn vader met zijn lidmaatschap en in de jaren 50 Seeger ook. Dit was niet omdat hij zich geen communist meer vond, maar omdat hij inzag dat "Stalin een opperst wrede misleider" was. Verder zei hij in een interview met de New York Times dat zijn ideologie weinig meer te maken heeft met het Sovjet communisme: "communisme ligt verder van wat Rusland ervan maakte dan wat de Kerken maken van het Christendom".

### Guthrie
Op 3 maart 1940 ontmoette hij Woody Guthrie op een avond georganiseerd ter ondersteuning van de arme boerenknechten in Californië, naar aanleiding van het boek Grapes of Wrath van John Steinbeck, dat net was uitgekomen en inmiddels was verfilmd. Volgens Alan Lomax, die aanwezig was die avond, ontstond op die datum de moderne folkmuziek. Samen met Guthrie richtte hij de Almanac Singers op, een steeds wisselende groep muzikanten die in hun werk linkse en pacifistische ideeën uitdroegen. Toen Amerika zich na de Japanse aanval op Pearl Harbor ook met de Tweede Wereldoorlog ging bemoeien, werden de Almanac Singers in heel Amerika populair. Maar inmiddels hadden ze wel hun pacifistische liederen laten varen. De groep was zo populair, dat ze door de regering als gevaarlijk werden beschouwd en de FBI hen steeds meer in de gaten ging houden.

### The Weavers
In 1947 vormde Pete Seeger samen met Lee Hayes, Fred Hellerman en Ronnie Gilbert 'The Weavers'. Samen met Hayes had Seeger daarvoor al het grote succesnummer If I had a hammer geschreven. Met The Weavers volgden andere 'hits', zoals Goodnight Irene (van Lead Belly), Tzena Tzena en Kisses sweeter than wine.
Het succes van The Weavers was groot, maar tijdens de Koude Oorlog werden ze op allerlei manieren gedwarsboomd en geboycot. Seeger besloot meer tijd vrij te maken voor zijn familie, begon een solocarrière en trad nog maar zelden met The Weavers op. In 1955, in de periode van het Mccarthyisme, werd Seeger aangeklaagd wegens 'on-Amerikaanse' activiteiten. Hij werd veroordeeld tot een jaar gevangenisstraf, maar door een vormfout al na vier dagen vrijgelaten.

### Jaren zestig en verder
Inmiddels was er eind jaren vijftig, begin jaren zestig een heropleving van de folkmuziek op gang gekomen. Pete Seeger was daarin een centrale figuur met hits als: Where Have All the Flowers Gone?. In de rellen voor de gelijkberechtiging van de zwarte bevolking nam Seeger duidelijk stelling en zijn lied We Shall Overcome (aangevuld door Joe Hickerson) werd daarvan het symbool bij uitstek. In 1965 hadden The Byrds veel succes met het nummer Turn! Turn! Turn!, een door Seeger op muziek gezette tekst uit het Bijbelboek Prediker. Ook in de protestacties tegen de Vietnamoorlog liet Seeger van zich horen. Hij bleef strijdbaar en was eind jaren zestig een van de eersten die aandacht vroegen voor het milieu. Al in 1969 begon hij het Clearwater-project, bedoeld om de rivier de Hudson weer schoon te krijgen. In 2007 was hij, 88 jaar oud, nog steeds actief bij dat project betrokken. Op 24 oktober 2011 liep hij, 92 jaar oud, aan het hoofd van een door zijn kleinzoon georganiseerde protestmars van de beweging Occupy Wall Street, die hij afsloot met het zingen van We shall overcome, samen met Arlo Guthrie.

## Bijzondere vermeldingen

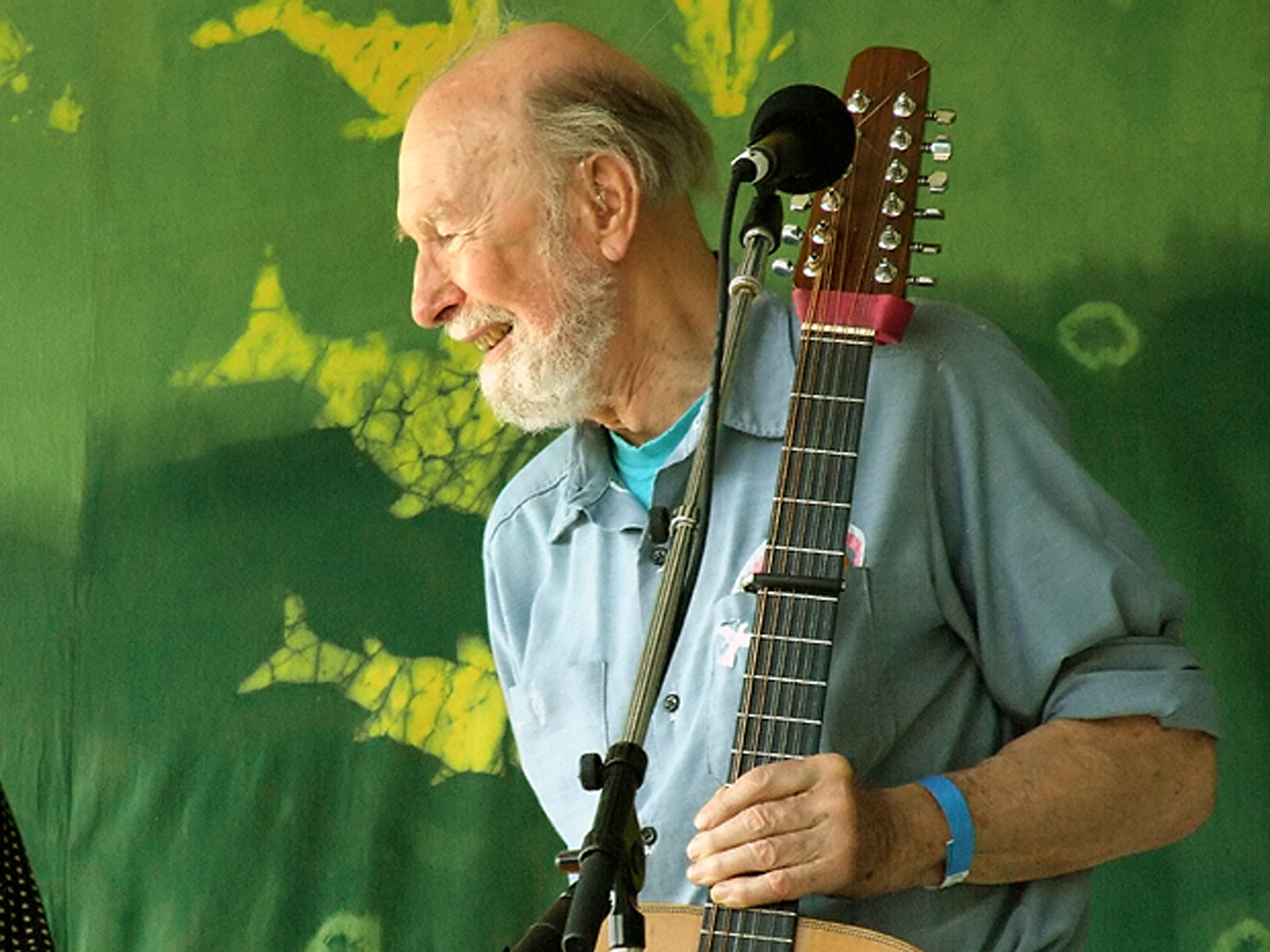
Pete Seeger op het Clearwater Festival (2007)

Een van de gedichten van de Cubaanse dichter en vrijheidsstrijder José Martí, uit de bundel Versos Sencillos, werd later op muziek gezet als Guantanamera, een van Cuba's bekendste en meest patriottistische liedjes. Guantanamera is ook, aangevuld met een verhaal over het leven van Martí, door Seeger gezongen en op de plaat gezet.
Op 25 april 2006 bracht Bruce Springsteen een eerbetoon aan Seeger uit, getiteld We Shall overcome: The Seeger Sessions.
Op 18 januari 2009 trad Seeger op tijdens het inauguratieconcert van Barack Obama in Washington. Hij zong er op 89-jarige leeftijd This land is your land, een nummer geschreven door zijn vriend Woody Guthrie.
In 1984 werd Seeger opgenomen in America's Old Time Country Music Hall of Fame.

### NPO Radio 2 Top 2000
Van Pete Seeger stond alleen We Shall Overcome in 1999 in de NPO Radio 2 Top 2000, op plek 1384.
- Bibsys: 90528354
- Biblioteca Nacional de España: XX1117180
- Bibliothèque nationale de France: cb13770163d (data)
- Catàleg d'autoritats de noms i títols de Catalunya: 981058509075906706
- CiNii: DA12747218
- Gemeinsame Normdatei: 11925557X
- International Standard Name Identifier: 0000 0001 1489 1893
- Library of Congress Control Number: n50006375
- Nationale Bibliotheek van Letland: 000243779
- MusicBrainz: af18a9bc-e4ab-4068-9489-b64e8186fcf1
- National Archives and Records Administration: 10581805
- Bibliotheek van het Japanse parlement: 00474788
- Nationale Bibliotheek van Tsjechië: ja20020044759
- Nationale bibliotheek van Australië: 36175973
- Nationale Bibliotheek van Israël: 987007298753005171
- Nationale Bibliotheek van Polen: a0000002858648
- Nationale en Universitaire bibliotheek Zagreb: 000063558
- Nederlandse Thesaurus van Auteursnamen: 073512028
- Réseau des bibliothèques de Suisse occidentale: 02-A006532743
- Istituto Centrale per il Catalogo Unico: UBOV809174
- LIBRIS: 337197
- SNAC: w6bz67hg
- Système universitaire de documentation: 083893148
- Trove: 1224367
- Virtual International Authority File: 27248780
- WorldCat: E39PBJyGT8gcxJ9thDky737j4q